# كاثرين بيرنت
كاثرين بيرنت (بالإنجليزية: Catherine Berndt)‏ هي عالمة الإنسان أسترالية، ولدت في 8 مايو 1918 في أوكلاند في نيوزيلندا، وتوفيت في 12 مايو 1994.